# 마르마라섬

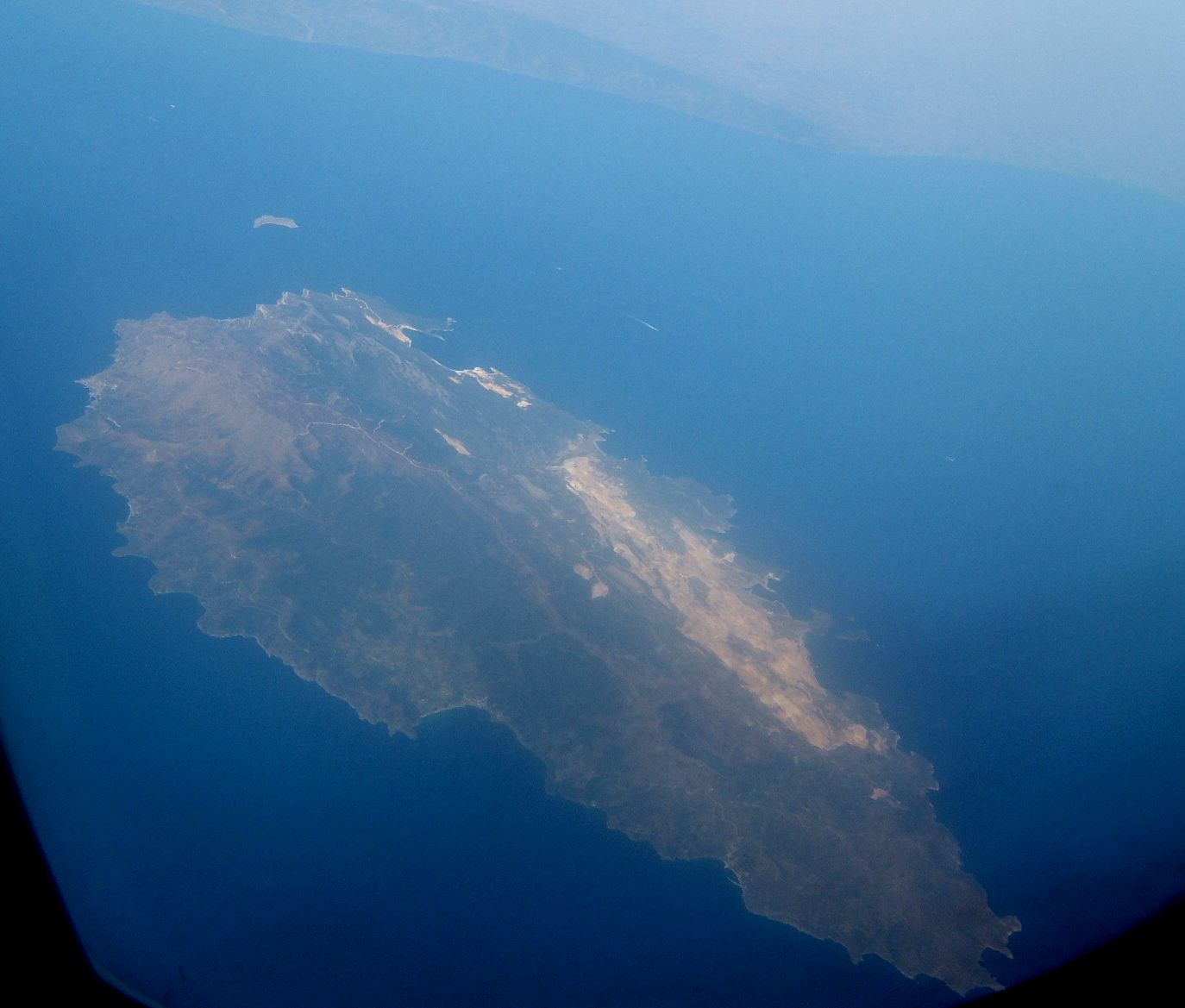
마르마라섬

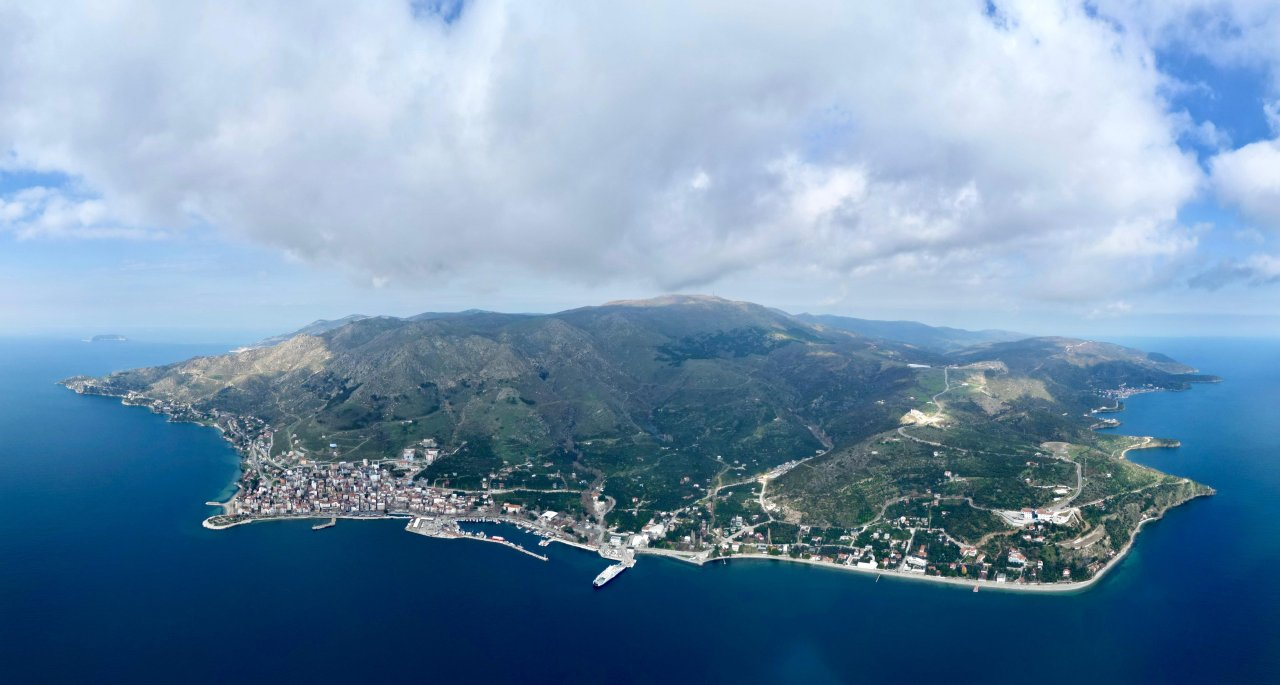
마르마라섬

마르마라섬(튀르키예어: Marmara Adası)은 튀르키예 발리케시르주에 있는 섬으로 마르마라해에 있다. 넓이는 126.1km2다.  괴크체아다섬 다음으로 튀르키예 최대 섬이며 마르마라해 최대 섬이다.